# كوجي كاتسوما
كوجي كاتسوما (باليابانية: 忽那 喬司) (مواليد 20 أغسطس 1997)، هو لاعب كرة قدم كان يلعب كلاعب وسط.

## وصلات خارجية
- كوجي كاتسوما على موقع رابطة كرة القدم اليابانية للمحترفين (اليابانية)
- كوجي كاتسوما على موقع قاعدة بيانات كرة القدم.إي يو (الإنجليزية)
- كوجي كاتسوما على موقع Soccerway.com (الإنجليزية)
- كوجي كاتسوما على موقع عالم كرة القدم.نت (الإنجليزية)